# チームラボプラネッツ TOKYO DMM.com
チームラボプラネッツ TOKYO DMM（チームラボプラネッツ とうきょう ディーエムエム、英称：teamLab Planets TOKYO）とは、東京都江東区豊洲六丁目にある、チームラボ株式会社とDMM.comが設立した、デジタルテクノロジーを活用したアートミュージアムである。

## 概要
2016年の夏期に東京・お台場で開催された「DMM.プラネッツ Art by teamLab」がスケールアップし、東京・新豊洲にて2018年7月7日から開催。当初会期は2020年秋までとされていたが、好評につき2027年末まで延長された。アートコレクティブ・チームラボによる、超巨大な身体的没入空間を中心とした作品群によって構成される。コンセプトは「Body Immersive」「超巨大なアートに、他者と共に、身体ごと圧倒的に没入し、一体となる」「身体ごと没入し、身体で認識し、アートと一体となる」。キャッチコピーは「水に入るミュージアム / A museum where you walk through water」。
開館当初は、4つの超巨大作品空間を中心とした計7つの作品空間による「水に入るミュージアム」であった。
開館から3年目を迎え、2021年7月2日にふたつの大型庭園作品が加わり「Garden Area」が新設された。同エリアは、空中に咲く無数のランの花々に埋め尽くされる庭園と、光輝く卵形の彫刻群が広がる苔庭によって構成されている。既存の「Water Area」に本作を加えることで、チームラボプラネッツは計9つの作品による「水に入るミュージアムと花と一体化する庭園」にリニューアルされた。
2025年1月22日、敷地が1.5倍に拡張し、大規模な新エリア「Forest」がオープン。同エリアは、創造的運動空間「運動の森」、共創（共同的な創造性）のための教育的なプロジェクト「学ぶ！未来の遊園地」、そして「つかまえて集める森」で構成され、20作品以上の作品群が公開された。これにともない一部のエリアが新設・改称され、チームラボプラネッツは「Water」「Garden」「Forest」「Open-Air」の4つのエリアで構成されるミュージアムにリニューアルされた。
「Water」では水に入る展示があるため、裸足になる必要がある。「Garden」「Forest」のエリアは土足での体験となる
2023年には、旅行業界における優れたサービスや観光地を表彰するワールド・トラベル・アワードにて、「アジアを代表する観光名所（Asia's Leading Tourist Attraction） 2023」に認定。日本で初めて今最もアジアをリードする名所に認定された。
また、2023年4月1日‐2024年3月31日に計250万4,264人が来館したとして、単一アート・グループとして世界で最も来館者が多い美術館であるとしてギネス世界記録に認定された。さらに、Googleが発表した2023年の年間検索ランキング「Year in Search 2023」にて、「世界で最も人気のある美術館・博物館」で5位となった。2023年12月15日に訪日ラボが発表した「インバウンド人気観光地ランキング全国編」では1位となった。

## 施設
- 展示名：チームラボプラネッツ TOKYO DMM.com[13]
- 所在地：東京都江東区豊洲6-1-16 teamLab Planets TOKYO
- 会期：2027年末
- 面積：総敷地面積10,000平米[14]
- 主催：株式会社PLANETS

## 作品

### Water
- 坂の上にある光の滝 / Waterfall of Light Particles at the Top of an Incline[15]
- やわらかいブラックホール - あなたの身体は空間であり、空間は他者の身体である / Soft Black Hole - Your Body Becomes a Space that Influences Another Body[16]
- The Infinite Crystal Universe[17]
- 人と共に踊る鯉によって描かれる水面のドローイング / Drawing on the Water Surface Created by the Dance of Koi and People - Infinity[18]
- 生命は結晶化した儚い光 / Ephemeral Solidified Light[19] -2023年8月に公開
- 変容する空間、広がる立体的存在 - 平面化する3色と曖昧な9色 / Expanding Three-dimensional Existence in Transforming Space - Flattening 3 Colors and 9 Blurred Colors[20]
- Floating in the Falling Universe of Flowers[21]

### Garden
- Floating Flower Garden: 花と我と同根、庭と我と一体 / Floating Flower Garden; Flowers and I are of the Same Root, the Garden and I are One[22] -2021年7月2日に公開
- 呼応する小宇宙の苔庭 - 固形化された光の色, Dusk to Dawn / Moss Garden of Resonating Microcosms - Solidified Light Color, Dusk to Dawn[23] -2021年7月2日に公開

### Forest-2025年1月22日に公開

#### 運動の森
- あおむしハウスの高速回転跳ね球 / Rapidly Rotating Bouncing Spheres in the Caterpillar House[24]
- マルチジャンピング宇宙 / Multi Jumping Universe[25]
- イロトリドリのエアリアルクライミング  / Aerial Climbing through a Flock of Colored Birds[26]
- インビジブルな世界のバランス飛石 / Balance Stepping Stones in the Invisible World[27]
- グラフィティネイチャー / Graffiti Nature[28]
- スケッチつぶつぶの滝 / Sketch Waterfall Droplets[29]
- 鼓動する大地 / Beating Earth[30]
- すべって育てる！フルーツ畑 / Sliding through the Fruit Field[31]
- 坂の上のつぶつぶの滝 / Waterfall Droplets, Flowing Down a Slope[32]
- あおむしハウスの群蝶 / Flutter of Butterflies from the Caterpillar House[33]
- Autonomous Abstraction[34]
- 流れの中に立つ時、渦が生まれる / Existence in the Flow Creates Vortices[35]

#### 学ぶ！未来の遊園地
- スケッチ環世界 / Sketch Umwelt World[36]
- こびとが住まうテーブル / A Table where Little People Live[37]
- こびとが住まう奏でる壁 / A Musical Wall where Little People Live[38]
- こびとが住まう宇宙の窓 / A Window to the Universe where Little People Live[39]

#### つかまえて集める森
- つかまえて集める絶滅の森 / Catching and Collecting Extinct Forest[40]

### Open-Air-2025年1月22日に公開
- 空と地に憑依する炎 / Universe of Fire Particles Haunting the Sky and Earth[41]

- 共鳴するナーサリーランプ / Nursery Lamps in Spontaneous Order[42]
- 共鳴する茶と酒 / Tea and Sake in Spontaneous Order[43]
- 虚空反転無分別 / Reversible Rotation in the Black Emptiness[44]
- 大地の箱庭群 / Pocket Gardens in the City Cracks[45]
- 土塊の小さな森 / Pocket Forest Block[46]
- 風と森の抽象画 - Dusk to Dawn / Forest, Wind and Light Paintings - Dusk to Dawn[47]
- 渦の海：波と渦 / Vortex Sea: Waves and Whirlpools[48]

### Factory & Shop-2025年1月22日に公開
- 我々の中にある火花 / Cognitive Solidified Spark[49]
- 開いた環境の永遠 / Open Environment Eternity[50]
- 開いた環境の永遠の存在 / Open Environment Eternal Existence[51]

## 過去に展示されていた作品

### 展示が終了した作品
- 空から降り注ぐ憑依する滝 / Universe of Water Particles Falling from the Sky[52]
- 冷たい生命 / Cold Life[53]
- 倒景の憑依する炎 / Universe of Fire Particles on the Water’s Surface[54]
- Matter is Void - Water[55]
- Matter is Void - Fire[56]
- 虚像反転無分別 / Reversible Rotation - Non-Objective Space[57]
- 空と火のためのロングテーブル / Table of Sky and Fire[58]

### 名称が変更された作品
| 公開当初の作品名 | 現在展示中の作品名 |
| --- | --- |
| 変容する空間、広がる立体的存在 - 自由浮遊、3色と新しい9色 / Expanding Three-dimensional Existence in Transforming Space - Free Floating, 12 Colors | 変容する空間、広がる立体的存在 - 平面化する3色と曖昧な9色 / Expanding Three-dimensional Existence in Transforming Space - Flattening 3 Colors and 9 Blurred Colors |
| 呼応する小宇宙の苔庭 - 固形化された光の色, Sunrise and Sunset / Moss Garden of Resonating Microcosms - Solidified Light Color, Sunrise and Sunset  | 呼応する小宇宙の苔庭 - 固形化された光の色, Dusk to Dawn / Moss Garden of Resonating Microcosms - Solidified Light Color, Dusk to Dawn                              |
| 空から噴き落ちる、地上に憑依する炎 / Universe of Fire Particles Falling from the Sky                                                               | 空と地に憑依する炎 / Universe of Fire Particles Haunting the Sky and Earth                                                                                         |

## 沿革
- 2018年7月7日：東京・新豊洲に2020年秋までの期間限定で開館[59]

- 2018年8月27日：オープンから52日目で来館者数が30万人を突破。敷地内にレストランとフードブースがオープン[60]

- 2018年11月2日：累計来館者数50万人を突破。冬限定のクリスマスイルミネーションを開始[61]

- 2018年12月20日：一部の作品で冬の季節限定の演出を開始。豊洲市場”関係事業者とのコラボメニューを開始[62]

- 2019年3月1日：一部の作品で春の季節限定の演出を開始[63]

- 2019年3月15日：一部の作品で桜の花を見ることができる期間限定の演出を開始[64]

- 2019年4月16日：来館者数100万人を突破[65]

- 2019年7月7日：オープン1周年、世界106の国と地域から125万人以上が来館[66]。一部の作品で向日葵の花を見ることができる期間限定の演出を開始[67]

- 2019年9月1日：一部の作品で紅葉や菊などを見ることができる期間限定の演出を開始[68]

- 2020年2月4日：2つの作品で桜の花を見ることができる期間限定の演出を予告。期間は2020年3月1日から4月30日を予定[69]
- 2020年2月29日：国内外での新型コロナウイルスの感染拡大防止のため、臨時休館

- 2020年6月5日：入館人数の制限などの感染拡大防止対策を実施の上で営業を再開[70]

- 2020年7月16日：開館から2年で約180万人が来館したことを公表。新たな作品『空から降り注ぐ憑依する滝 / Universe of Water Particles Falling from the Sky[71]』が公開される。会期を2022年末まで延長することを発表[72]
- 2021年3月7日：来館者数200万人を突破[73]
- 2021年4月7日：2つの新たな作品『空から噴き落ちる、地上に憑依する炎 / Universe of Fire Particles Falling from the Sky[74]』『憑依する炎 / Universe of Fire Particles[75]』が公開される
- 2021年4月25日：政府から新型コロナウイルス感染症緊急事態宣言が発出されたことを受け、臨時休館[76]
- 2021年6月5日：緊急事態宣言の解除を受け、東京都からの時短要請に従い、一部営業時間の変更や感染拡大防止対策を実施した上で営業を再開[77]
- 2021年7月2日：開館から3年目を迎え、2つの庭園作品で構成される新たなエリアをオープン[78]
- 2021年10月8日：屋外のフードスタンドが大規模リニューアルし、京都発のヴィーガンラーメン屋「Vegan Ramen UZU Tokyo（ヴィーガン ラーメン ウズ トーキョー）」がオープン。同時に「teamLab Flower Shop & Art」と新たな作品『虚像反転無分別 / Reversible Rotation - Non-Objective Space[79]』『空と火のためのロングテーブル / Table of Sky and Fire[80]』が公開[81]
- 2021年12月6日：『やわらかいブラックホール - あなたの身体は空間であり、空間は他者の身体である / Soft Black Hole - Your Body Becomes a Space that Influences Another Body[16]』の展示を再開[82]
- 2022年9月1日：会期を2023年末まで延長することを発表[83]
- 2022年11月1日：新たな作品『Matter is Void - Water[84]』を公開[85]
- 2022年11月24日：開館から累計300万人以上が来館したことを発表[86]
- 2022年12月1日：新たな作品『Matter is Void - Fire[87]』を公開[88]
- 2023年6月1日：新型コロナウイルスに関連する渡航制限の緩和により訪日外国人数が増加、日本を訪れた外国人の10人に1人がチームラボプラネッツを訪れていると報じられる[89]

- 2023年8月29日：開館5周年を迎え一部の作品がリニューアル。また、新たな光の作品『生命は結晶化した儚い光 / Ephemeral Solidified Light[19]』を公開。会期を2027年末まで延長することを発表[90]
- 2023年9月6日：旅行業界における優れたサービスや観光地を表彰するワールド・トラベル・アワード（ドイツ語版）にて、「アジアを代表する観光名所（Asia's Leading Tourist Attraction） 2023」に認定された[91]。日本の観光地が同部門で認定されるのは初
- 2024年7月5日：東京・銀座方面と同施設間で専用のシャトルバス（有料）の運行が開始[92]
- 2024年7月9日：2023年1月から12月の1年間の来館者数が241万2495人を記録したことを発表
- 2024年7月10日：2023年4月1日～24年3月31日の来館者数において計250万4264人を記録。単一アート・グループとして世界でもっとも来館者が多い美術館として、ギネス世界記録に認定される。また同日、2025年初頭に、大規模な新エリアが公開されることが発表される。同エリアは創造的運動空間「運動の森」、共創（共同的な創造性）のための教育的なプロジェクト「学ぶ！未来の遊園地」、そして「つかまえて集める森」で構成されることも公表[93]
- 2025年1月22日：新たなエリアのオープンにともない、20作品以上の作品群が公開。屋外スペースの大規模リニューアルも同時に公開[94]
- 2025年3月5日：内閣府が主催するクールジャパン官民連携プラットフォーム（CJPF）開催の「CJPFアワード2025表彰式」において、プロジェクト（事業）部門グランプリを受賞。国内外への情報発信により日本旅行への期待感を醸成し、アートで新たな日本のインバウンド市場を開拓したと評価される[95]

## チケットの種類

### エントランスパス（入場券）
エントランスパスには前売券・当日券があり、どちらもWEBサイトからのみ購入が可能である。前売券と当日券の料金は同じである。30分刻みで入場時間を指定して予約する時間指定制、および入場日時により価格が異なる変動価格制を導入している。
料金（2025年3月現在）
- 大人（18歳以上）：4,000円 ~
- 中学生・高校生：2,800円
- 小人（4～12歳）：1,500円
- 障がい者割引：2,000円 ~

### プレミアムパス
指定入場日の営業時間内（開館から閉館時刻1時間前まで）であれば、いつでも専用レーンから入場が可能であるプレミアムパスが別途販売されている。プレミアムパスはKlookからのみ購入が可能である。
- 1人：12,000円

※3歳以下は無料。小学生以下の子どもの利用には、子ども5名につき最低1名の18歳以上の保護者の同伴が必要。「中学生・高校生」チケット利用の場合は、学生証の提示が必要。

## 飲食サービス

### Vegan Ramen UZU Tokyo / Cafe UZU
施設内には、京都発のヴィーガンラーメン「Vegan Ramen UZU Tokyo」が2021年10月8日にオープン。
2025年1月22日のリニューアルオープンにともない、チームラボプラネッツの来館者のみが利用できるお店となった。
メニュー（2025年3月現在）
- 味噌ラーメン Vegan UZU style 東京店限定　2,000円
- ヴィーガンアイスクリーム（バニラ・抹茶ココナッツ・チョコレート・柚子・チョコバナナ・苺）　各種800円　※バニラのみ900円
- ヴィーガンマフィン（ピーカンナッツとバナナ・グリオットとアマレナチェリー・ショコラ）　各種900円
- カモミールほうじ茶　550円
- 釜炒り茶チームラボオフィスブレンド　550円
- 水出し緑茶　600円
- 水出し緑茶ゆず　600円
- 水出し緑茶山椒　600円
- カモミールほうじ茶ラテ（ライスミルク)　800円
- 徳島県産すだち緑茶スパークリング　800円
- FUJI WATER（360ml）　400円
- OWL MARK 強炭酸水(275ml)　500円
- 無茶々園　愛媛県産温州みかんジュース　600円

### Glass House - 螢花菴
お茶やお酒などの飲料が提供されている。

## 施設内サービス

### Living Art Store
『Floating Flower Garden』で使用されていた花が再育成され、販売されている。

### Sketch Factory
『グラフィティネイチャー / Graffiti Nature』『スケッチ環世界 / Sketch Umwelt World』の作品内で来館者が描いた絵を、缶バッジ、ハンドタオル、Tシャツ、トートバッグ、ペーパークラフトなどの商品として購入することができる。

## 公式アプリ
アプリを利用することによって、来館者は作品のコンセプトを自身のスマートフォン上で読むことができたり、一部の作品の演出に参加することができたりする。

### チームラボアプリ
自分がいる場所の作品のコンセプトが読めるガイドアプリ。施設内における来館者の位置に連動する。また、『The Infinite Crystal Universe』では、このアプリで来館者が作品の演出に参加することができる。
Android 9以上・iOS15.0以降のOSに互換性がある（2025年2月現在）。

### PlanetsTokyo/CollectingForest
『つかまえて集める絶滅の森』の作品内で利用できるアプリ。アプリを利用することによって、来館者は作品の演出に参加することができる。スマートフォンのカメラを通して、作品内の動物を捕まえ、コレクションを作り、再び作品内に動物を解き放つことができる。
Android 11以上・iOS17.0以降のOSに互換性がある（2025年2月現在）。

### Sketch Umwelt World
『スケッチ環世界 / Sketch Umwelt World』の作品内で利用できるアプリ。来館者が描いた飛行機、チョウなどの絵を操縦することができる。
Android 9以上・iOS15.7以降のOSに互換性がある（2025年2月現在）。

### Distributed Fire
『空から噴き落ちる、地上に憑依する炎』で利用できるアプリ。
Android 9以上・iOS15.0以降のOSに互換性がある（2025年2月現在）。

## 来場した芸能人

### 国内
- 橋本環奈[105]
- 池田エライザ[106]
- 飯豊まりえ[107]
- 磯村勇斗[107]
- 比嘉愛未[108]
- 筧美和子[109]
- 今田美桜[110]
- 水原希子[111]
- 藤木直人[112]
- 浅野忠信[113]
- 北村匠海[114]
- YOSHIKI[115]
- きゃりーぱみゅぱみゅ[116]
- 小島瑠璃子[117]
- マギー[118]
- ダレノガレ明美[119]
- 加藤綾子[120]
- 田中みな実[121]
- 蜷川実花[122]
- おのののか[122]
- 川谷絵音[122]
- all at once
- SixTONES[123]
- 井戸田潤[124]
- 大原櫻子[125]
- 北川悠仁
- SHOKICHI
- 関口メンディー
- 佐野玲於
- 古市憲寿
- 齋藤飛鳥
- 市川海老蔵
- 片岡千之助
- 筒香嘉智
- 生田竜聖
- 久慈暁子
- 三上真奈
- 團遥香
- 武田梨奈
- Matt
- AK-69
- TAKUYA∞
- アンミカ

### 海外
- AJR (バンド)
- FEMM
- KTタンストール
- melody.
- MIYAVI
- MrBeast
- U2
- V (歌手)
- アシュリー・ベンソン
- アミーネ
- アリシア・キーズ
- イアン・ディオール
- イーロン・マスク
- エイバ・マックス
- エド・シーラン
- エミリー・ラタコウスキー
- エルザ・ホスク
- オーランド・ブルーム
- カニエ・ウェスト
- カーラ・デルヴィーニュ
- キム・カーダシアン
- キャスリン・ニュートン
- ケイティ・ペリー
- ケンダル・ジェンナー
- コートニー・カーダシアン
- サブリナ・カーペンター
- ザ・チェインスモーカーズ
- シェイ・ミッチェル
- シン・リジー
- ジェニー (BLACKPINK)
- ジャスティン・ビーバー
- ジョセフィーヌ・スクリバー
- ジョナス・ブルー
- スティーヴ・アオキ
- スラッシュ
- ゼッド
- ダブ・キャメロン
- ダン・カーター
- チョン・ホヨン
- ディキシー・ダミリオ
- デイジー・リドリー
- デビッド・ベッカム
- デュア・リパ
- デュア・リパ
- トム・スコット
- バッド・バニー
- ビリー・アイリッシュ
- ピート・ウェンツ
- フリー (ミュージシャン)
- ブーブー・スチュワート
- ベック (歌手)
- ペンタトニックス
- ホールジー
- マーティン・ギャリックス
- ミゲル (アメリカ合衆国の歌手)
- ルイス・ハミルトン
- レオナルド・ディカプリオ
- ロザリア (歌手)
- ヴィクトリア・ベッカム

### CM出演
- ローラ[126] - 2018年頃
- 山下智久[127] -2018年頃
- ビートたけし[128] -2018年頃

### テレビ出演
- ブルゾンちえみ[129]・水川あさみ[129]（特別番組「あさみとちえみの夏休み～チームラボ プラネッツ TOKYO を行く～」（フジテレビ）のロケ）
- 本田翼[130]・沢村一樹[130]（テレビ番組「めざましテレビ」（フジテレビ）のロケ）
- 南原清隆[131]・遠藤章造[131]・博多華丸・大吉[131]・藤田ニコル[131]・森三中[131]（テレビ番組「ヒルナンデス！」（日本テレビ）のロケ）
- 天野ひろゆき[132]（テレビ番組「プレミアの巣窟」（フジテレビ）のロケ）
- 高田純次[133]（テレビ番組「じゅん散歩」（テレビ朝日）のロケ）
- 澤部佑[134]（テレビ番組「なりゆき街道旅」（フジテレビ）のロケ）

## 交通・アクセス方法

### 電車
- 新豊洲駅より 徒歩1分 （ゆりかもめ東京臨海新交通臨海線）
- 豊洲駅、ららぽーと豊洲より 徒歩10分 （東京メトロ有楽町線）
- 市場前駅、豊洲市場より徒歩5分 （ゆりかもめ東京臨海新交通臨海線）

### バス
- 降車停留所：新豊洲駅前
- 降車停留所：豊洲駅前
- 降車停留所：市場前駅前
- 降車停留所（東京ひとめぐりバス）：ア―バンドックららぽーと豊洲
- 水上バス［東京都観光汽船］「HIMIKO(浅草ーお台場直通)」ルート（浅草～お台場海浜公園～豊洲）

### 自動車・タクシー
- 銀座からタクシーで10分
- 東京駅からタクシーで15分
- 羽田空港から高速道路利用で15分

### シャトルバス
- 銀座（GINZA SIX）とチームラボプラネッツ間[135]

## 周辺施設
- 豊洲市場
- がすてなーに ガスの科学館
- 豊洲まちなみ公園
- 晴海運河
- 豊洲運河
- キッザニア東京
- 春海橋公園
- 豊洲公園
- 豊洲千客万来
- アーバンドックららぽーと豊洲
- IHI ステージアラウンド東京
- WILD MAGIC -THe Rainbow Farm-
- 豊洲PIT
- MIFA Football Park
- 新豊洲 Brillia ランニングスタジアム
- マギーズ東京
- My Village
- Citabria Food Lab
- 東京ガス豊洲スマートエネルギーセンター
- ホテルJALシティ東京 豊洲
- 豊洲ぐるり公園
- 昭和大学江東豊洲病院

## 新型コロナウイルスに関連する感染拡大防止対策
新型コロナウイルスの世界的な感染拡大にともない、同施設では2020年2月29日から2023年頃までの間、臨時の休館措置を含めた感染拡大防止対策が実施されていた。

### 臨時休館
- 2020年2月29日〜2020年6月4日
- 2021年4月25日～2021年6月4日

### 入館前の対策[138][136]
- 入館人数・チケット販売枚数の制限
- 日時指定入場制の実施
- 体温検知の実施
- 体調不良者や濃厚接触者、2週間以内に海外渡航歴のある来館者へのチケット代金払い戻しおよび入館の拒否

### 館内での対策[138][139]
- 館内各所に消毒液を設置
- 来館者へマスクの着用や他の来館者と2m程度間隔をあけることを要請
- スタッフのフェイスシールド・マスクの着用
- 館内滞在人数の制限（展示面積に対して一人当たり10m2相当）
- 一部作品の閉鎖（『やわらかいブラックホール - あなたの身体は空間であり、空間は他者の身体である[16]』）
- 待機列などに、他の来館者との間隔をとれる目印を設置
- ビニールカーテンの設置などの飛沫感染防止策の励行
- 館内清掃・除菌作業の強化
- 作品空間出入口のカーテンの撤去

### 退館後の対策
- 感染者が来館したことを関知した場合、購入者情報を利用した感染経路の追跡や公的機関への届出の実施[139]

上記の各対策は2020年6月5日から2023年頃までの間、段階的に実施内容を縮小しながら継続されていたとみられる。
2023年2月10日にマスク着用に関する方針が政府から示されたことや、2023年5月8日以降に新型コロナウイルスが感染症法上の5類へ移行されたことをもって、全ての感染拡大防止対策は終了されたとみられるが、正確な時期は定かではない。